# Sagnat uterí anormal
El sagnat uterí anormal (SUA) o hemorràgia uterina anormal és una hemorràgia de l'úter (a través de la vagina). Vindria a ser com una menstruació anormalment freqüent, llarga, o irregular. S'exclou l'hemorràgia vaginal durant l'embaràs. Es pot produir anèmia per deficiència de ferro i es pot afectar negativament la qualitat de vida.
Les causes subjacents poden incloure problemes:
- Funcionals (sagnat uterí disfuncional): problemes d'ovulació, problemes de sagnat subjacents, efectes secundaris dels anticonceptius hormonals.
- Orgànics (per neoplàsia): fibromes, un revestiment de l'úter que creix a la paret uterina, pòlips uterins, càncer.

Es pot aplicar més d'una categoria de causes en un cas individual. En el procés diagnòstic, una vegada descartat l'embaràs, l'ecografia o la histeroscòpia poden ajudar en trobar la causa.
El tractament depèn de la causa subjacent. Les opcions poden incloure l'anticoncepció hormonal, els agonistes de l'hormona alliberadora de gonadotropina (GnRH), l'àcid tranexámic, els AINE i la cirurgia com l'ablació endometrial o la histerectomia. El SUA afecta el voltant del 20% de les dones en edat reproductiva.